# Sophie Bennett
Sophie Bennett (Toronto, 6 febbraio 1989) è un'attrice e cantante canadese.
È conosciuta per il suo ruolo da co-protagonista nei panni di Stevie Lake, nella serie popolare televisiva australiana, The Saddle Club, insieme a Keenan e Lara Jean Marshall.

## Filmografia
- Critical Choices  (1996) TV
- When Secrets Kill  (1997) TV
- Piccoli brividi (1996-1998) TV
- Basta guardare il cielo (1998)
- Real Kids, Real Adventures  (1998) TV
- Universal Soldier II: Brothers in Arms (1998) TV
- Code Name: Eternity (2000) TV
- Odyssey 5 (2002) TV
- Salem Witch Trials (2002) TV
- The Saddle Club (2001-2003) TV
- Che cos'ha fatto Katy? (2004) TV